# Seliza truncata
Seliza truncata är en insektsart som först beskrevs av Walker 1851.  Seliza truncata ingår i släktet Seliza och familjen Flatidae. Inga underarter finns listade i Catalogue of Life.